# بيغي ستيوارت كوليدغ
بيغي ستيوارت كوليدغ (بالإنجليزية: Peggy Stuart Coolidge)‏ هي موزعة وعازفة بيانو وملحنة أمريكية، ولدت في 19 يوليو 1913، وتوفيت في 7 مايو 1981.

## وصلات خارجية
- بيغي ستيوارت كوليدغ على موقع IMDb (الإنجليزية)
- بيغي ستيوارت كوليدغ على موقع ميوزك برينز (الإنجليزية)
- بيغي ستيوارت كوليدغ على موقع قاعدة بيانات برودواي على الإنترنت (الإنجليزية)
- بيغي ستيوارت كوليدغ على موقع ديسكوغز (الإنجليزية)
- بيغي ستيوارت كوليدغ على موقع ديسكوغز (الإنجليزية)
- بيغي ستيوارت كوليدغ على موقع كينوبويسك (الروسية)